# Justus van Effen
Justus van Effen (Utrecht, 21 febbraio 1684 – 's-Hertogenbosch, 18 settembre 1735) è stato uno scrittore olandese.

## Biografia
Justus van Effen cominciò i suoi studi nel 1699, ma alla morte del padre dovette cercare un impiego come istitutore dei figli di famiglie ricche. Fu al servizio prima di una vedova francese, poi del barone Arent van Wassenaer Duivenvoorde, inviato speciale all'incoronazione di Giorgio I di Gran Bretagna (1715). Conobbe Isaac Newton e Alexander Pope. Van Effen fu nominato membro della Royal Society e diffuse le idee di Joseph Addison e Richard Steele sul continente. Nel 1716 entrò al servizio del giovane gentiluomo Bernard van Welderen. Dopo una relazione sentimentale infelice, nel 1719 fece un viaggio in Svezia e visse alla corte delle regina Ulrica Eleonora di Svezia. Nel 1721 diventò istitutore del giovane Maarten Jacob Huysman, con il quale si recò a Leida per studiare diritto. Nel 1727 si diplomò con una tesi intitolata "Disputatio juridica de Poena Furti Manifesti" (Over de straf bij diefstal op heterdaad, Sulla pena per furto), scritta insieme al suo allievo. In seguito si recò in Inghilterra insieme al suo allievo Van Welderen per assistere all'incoronazione del re Giorgio II di Gran Bretagna. Van Effen trascorse gli ultimi anni della sua vita come impiegato presso il Land's Magazijn voor de Oorlog, un'occupazione procuratagli da Van Welderen. Morì nel 1735.

## Opere letterarie
Nel 1713 insieme a Willem Jacob 's Gravesande e Prosper Marchand diresse il giornale Journal littéraire de la Haye. Tradusse in olandese A Tale of a tub di Jonathan Swift e in francese Robinson Crusoe di Daniel Defoe. Nel 1730 fu direttore di un settimanale, Hollandsche Spectator, che imitava il giornale inglese The Spectator. Qui scriveva pezzi didascalici e moralizzanti in olandese su vari argomenti relativi alla vita olandese del suo tempo. Attaccò la mania delle pulizie delle casalinghe olandesi, la ricerca di titoli, l'eccessivo purismo, gli eccessi nel mangiare e nel bere, lo sciovinismo e il provincialismo bigotto. Il suo stile è freddo e sobrio. Van Effen cercava di usare la lingua parlata. Famoso è il suo racconto Kobus en Agnietje (Kobus e Agnietje), pubblicato dall'Hollandsche Spectator nel 1731.